# Pier Giacomo Pisoni
Pier Giacomo Pisoni (Germignaga, 8 luglio 1928 – Germignaga, 8 febbraio 1991) è stato uno storico, paleografo e archivista italiano.
Nato a Germignaga presso Luino, dedicò i suoi studi in particolare alla storia medievale e moderna del territorio del Lago Maggiore, ma è noto anche per la scoperta e la pubblicazione dell'"Expositione sopra l'Inferno di Dante Alligieri", un commento all'Inferno, la prima cantica della Divina Commedia di Dante Alighieri, opera di Guglielmo Maramauro.
Archivista presso l'Archivio Borromeo dell'Isola Bella, trascrisse e pubblicò epigrafi, documenti, manoscritti, statuti comunali, lettere, antichi registri di contabilità (come il "Liber tabuli Vitaliani Bonromei"). Egli raccolse inoltre antichi racconti popolari e pubblicò numerosi saggi, articoli su riviste specializzate e volumi monografici sulla storia del Lago Maggiore e della Lombardia.